# Bryan Gómez
Bryan Steven Gómez Peñaloza (Tuluá, 19 november 1994) is een Colombiaans baan- en wegwielrenner die sinds 2022 rijdt voor verschillende Amerikaanse wielerploegen die actief zijn op amateurniveau.

## Carrière
In 2014 werd Gómez achtste in het nationale kampioenschap tijdrijden voor beloften. Twee jaar later werd hij vijfde en won hij, samen met Jarlinson Pantano, Dalivier Ospina en Juan Martín Mesa, nationaal kampioen ploegenachtervolging. In 2017 eindigde hij in drie van de vier etappes van de Joe Martin Stage Race bij de beste acht renners. Later dat jaar deed hij hetzelfde in twee van de vijf etappes van de Cascade Cycling Classic. Daarnaast werd hij, samen met Carlos Alzate, tweede op het nationale kampioenschap ploegkoers en was enkel Hugo Velázquez beter in de scratch tijdens de Pan-Amerikaanse kampioenschappen.
In 2018 werd Gómez prof bij Holowesko-Citadel p/b Araphaoe Resources. Na één jaar maakte hij de overstap naar Manzana Postobón Team.

## Belangrijkste overwinningen

### Baanwielrennen
| Jaar | CK                                      | P-AK                                                  | WK              | Overig |
| ---- | --------------------------------------- | ----------------------------------------------------- | --------------- | ------ |
| 2016 | ploegenachtervolging                    |                                                       |                 |        |
| 2017 | koppelkoers                             | scratch · 4e achtervolging · 5e ploegenachtervolging  |                 |        |
| 2018 |                                         |                                                       |                 |        |
| 2019 |                                         | ploegenachtervolging                                  |                 |        |
| 2020 |                                         |                                                       |                 |        |
| 2021 | achtervolging · koppelkoers             | puntenkoers · achtervolging                           | 21e puntenkoers |        |
| 2022 | 6e achtervolging 10e omnium             |                                                       |                 |        |
| 2023 | 4e achtervolging                        |                                                       |                 |        |
| 2024 | omnium · achtervolging · 4e koppelkoers | ploegenachtervolging · puntenkoers · 8e achtervolging | 20e puntenkoers |        |

### Wegwielrennen
2019
1e etappe Ronde van Taiwan
 Wegwedstrijd op dePan-Amerikaanse Spelen
10e etappe Ronde van Guatemala
2022
4e etappe Joe Martin Stage Race

## Ploegen
- 2014 –  Champion System-Stan's NoTubes (vanaf 1-6)
- 2015 –  Champion System-Stan's NoTubes
- 2018 –  Holowesko-Citadel p/b Araphaoe Resources
- 2019 –  Manzana Postobón Team
- 2020 –  Equipo Continental Supergiros

Brøchner · Bryon · Bybee · Companioni · Dahlheim · Eisenhart · Flaksis · Gómez · Koontz · Krasilnikaw · Lewis · Lienhard · Murphy · Rhim · Sánchez · Schmitt